# Бомбардування Кельна у Другій світовій війні

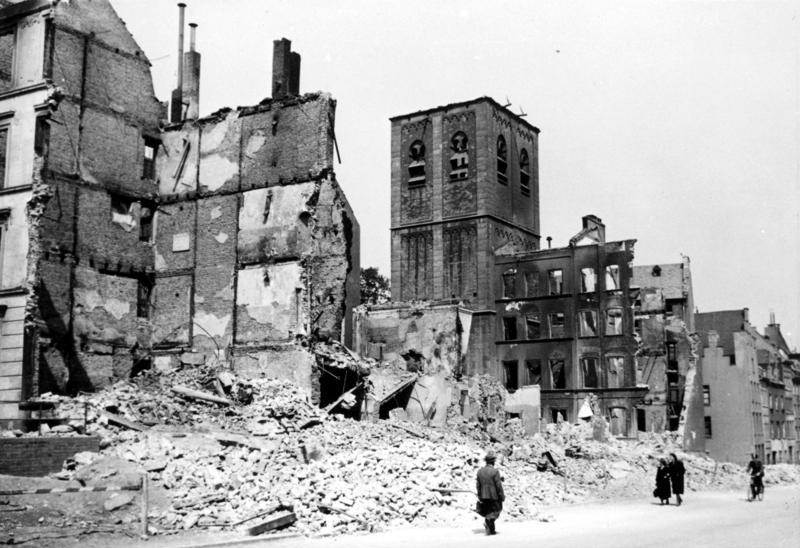
Кельн у 1942

Німецьке місто Кельн зазнало 262 союзницьких авіанальотів під час Другої світової війни, усі атаки здійснювали Королівські ВПС. Загалом британці скинули на місто 34 711 тонн бомб. 20 000 людей загинули від авіаційних ударів.

## Підготовка
Атака відбулася у рамках операції «Міленіум». У ній уперше брало участь понад 1000 бомбардувальників. Очікувалося, що наслідки авіанальотів, у яких задіяна така кількість літаків, будуть настільки руйнівними, що це змусить Німеччину капітулювати або принаймні сильно підірве моральний дух противника. Крім того, такі нальоти були вигідні бомбардувальному командуванню Королівських ВПС та його голові Артуру Харрісу. Після невдач 1941 року лунали заклики направити бомбардувальники на інший театр бойових дій. На даному етапі війни бомбардувальне командування мало 400 літаків і поступово здійснювало заміну двомоторних бомбардувальників довоєнних років на сучасні.
Вперше було застосовано тактику «потоку бомбардувальників», і більшість тактичних прийомів цього нальоту використовували протягом наступних двох років війни, деякі елементи використовувалися до її кінця. Передбачалося, що така кількість літаків, що долають «лінію Каммхубера», дозволить придушити німецькі винищувачі та утримати кількість збитих бомбардувальників у прийнятних рамках.

## Авіаналіт 30-31 травня 1942 року
868 бомбардувальників завдали удару по основним цілям і 15 — по другорядним. Загальний тоннаж скинутих бомб становив 1455 тонн, дві третини з яких складали запалювальні. Внаслідок цього виникло 2500 вогнищ пожеж, 1700 з них були класифіковані німецькими протипожежними службами як великі. Дії пожежних команд та ширина вулиць завадили окремим пожежам поєднатися в єдиний вогняний смерч.
Було знищено 3300 нежитлових будівель, 2090 серйозно пошкоджено та 6420 отримали слабкі пошкодження – всього 12840 будівель, з яких 2560 були промисловими чи комерційними. Серед повністю знищених будівель — 7 адміністративних будівель, 14 громадського призначення, 7 банків, 9 лікарень, 17 церков, 16 шкіл, 4 університетські будівлі, 10 поштових та залізничних будівель, 10 історичних будівель, 2 редакції газет, 4 готелі, 2 кінотеатри, 6 універсальних магазинів. До військових втрат відносилися казарми зенітної артилерії. Було зруйновано 13 010 квартир, 6 360 серйозно пошкоджено, 22 270 отримали слабкі пошкодження.
Число жертв становило від 469 до 486 осіб, з яких 411 були цивільними та 58 військовими. 5027 людей було поранено. За різними оцінками, після рейду від 135 до 150 тисяч жителів із 700-тисячного населення залишило місто.
Королівські ВПС втратили 43 літаки.
|                             | № и тип літака | Кількість літаків |
| --------------------------- | --- | ----------------- |
| 1 група RAF                 | 156 середніх бомбардувальників Vickers Wellington                                                                   | 156               |
| 3 група RAF                 | 134 Vickers Wellington 88 важких бомбардувальників Short Stirling                                                   | 222               |
| 4 група RAF                 | 131 важкий бомбардувальник Halifax 9 Vickers Wellington 7 середніх бомбардувальників Whitley                        | 147               |
| 5 група RAF                 | 73 важких бомбардувальника Lancaster 46 середніх бомбардувальників Manchester 34 середніх бомбардувальників Hampden | 153               |
| 91 (оперативне)             | 236 Vickers Wellington 21 Whitley                                                                                   | 257               |
| 92 (оперативне)             | 63 Vickers Wellington 45 Hampden                                                                                    | 108               |
| Літаюча тренувальна команда | 4 Vickers Wellington                                                                                                | 4                 |